# Communauté de communes Chartreuse Guiers
 (mai 2013).
La communauté de communes Chartreuse Guiers (CCCG) était une communauté de communes française, située dans les départements de l'Isère et de la Savoie et la région Rhône-Alpes.
Elle est, depuis le 1er janvier 2014, regroupée dans la "nouvelle" Communauté de communes Cœur de Chartreuse.

## Composition
La communauté de communes regroupait 6 communes situées dans l'Isère et 1 dans la Savoie (Les Échelles) :
| Nom                           | Code Insee | Gentilé           | Superficie (km2) | Population (dernière pop. légale) | Densité (hab./km2) |
| ----------------------------- | ---------- | ----------------- | ---------------- | --------------------------------- | ------------------ |
| Saint-Laurent-du-Pont (siège) | 38412      | Laurentinois      | 35,25            | 4 537 (2014)                      | 129                |
| Entre-deux-Guiers             | 38155      | Guiérois          | 10,55            | 1 700 (2014)                      | 161                |
| Les Échelles                  | 73105      | Échellois         | 3,75             | 1 217 (2014)                      | 325                |
| Miribel-les-Échelles          | 38236      | Miribelains       | 29,34            | 1 718 (2014)                      | 59                 |
| Saint-Christophe-sur-Guiers   | 38376      | Saint-Christolins | 23,54            | 867 (2014)                        | 37                 |
| Saint-Joseph-de-Rivière       | 38405      | Rivièrois         | 17,39            | 1 224 (2014)                      | 70                 |
| Saint-Pierre-de-Chartreuse    | 38442      | Chartroussins     | 80,12            | 1 022 (2014)                      | 13                 |

## Historique
Elle est, depuis le 1er janvier 2014, regroupée dans la "nouvelle" Communauté de communes Cœur de Chartreuse.

### Sources
- Le SPLAF